# Saturday Foo!
Saturday foo!（サタデーフー）は、エフエム北海道（AIR-G'）で放送されていたラジオ番組。

## 概要
「土曜の午前、foo（ふ～っ）と一息」をコンセプトにした番組である。

## 出演者
- 高山秀毅

## タイムテーブル
第一部
- 8:00 オープニング
- 10:00 第一部終了 次番組『TOYOTA Athlete Beat』

第二部
- 11:00 放送再開
- 11:55 第二部終了 次番組『AIR-G'ヘッドラインニュース』